# Авраам отпускает Агарь и Измаила
«Авраам отпускает Агарь и Измаила» или «Отъезд сунамитянки» (нидерл. Het vertrek van de Sunammitische vrouw) — картина из мастерской Рембрандта, возможно, принадлежащая кисти его ученика, Фердинанда Бола, находится в Музее Виктории и Альберта в Лондоне.

## Описание
На картине изображена ночная сцена с женщиной, которую ведёт мальчик с полудлинными волосами. Женщина обращается к мужчине, одетому в восточный костюм. На заднем плане справа видно большое здание, перед которым стоят несколько женщин, одна из которых набирает воду из колодца. На заднем плане слева пастух с посохом пасёт коров. Сцена происходит под широкой круглой аркой.
В течение долгого времени эта сцена интерпретировалась как Агарь и Измаил, которые были отосланы Авраамом, как описано в Книге Бытия (21. 8-14). Однако на лондонской картине Агарь изображена не идущей, как обычно, а сидящей. По мнению специалиста по творчеству Рембрандта Кристиана Тюмпеля, столь значительное отступление от традиции практически немыслимо. По его словам, это не Агарь, а сунамитянка из Четвёртой книги Царств. Эта женщина родила еще одного сына в преклонном возрасте из-за гостеприимства, с которым она приняла пророка Елисея. Когда её сын умирает, она отправилась к Елисею на осле в сопровождении одного из своих мальчиков.

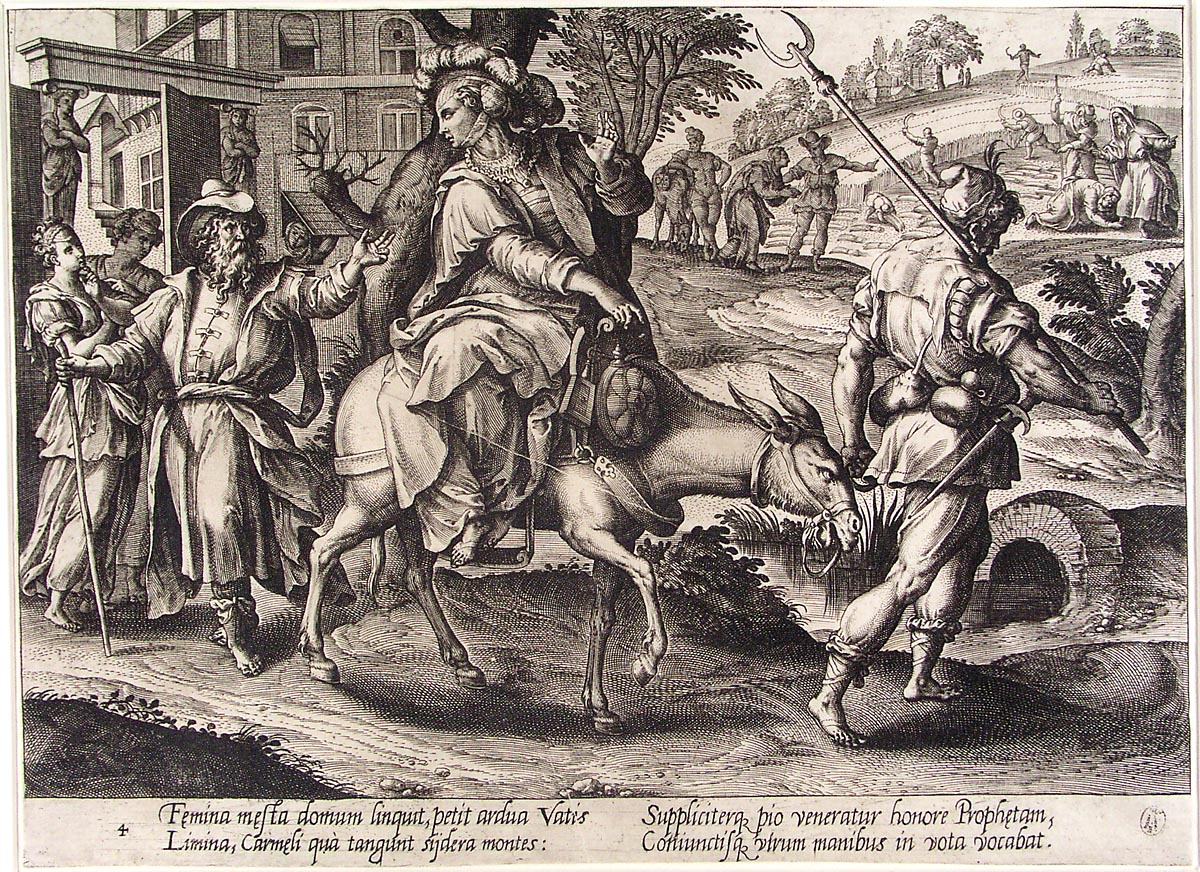
Ханс Коллаерт. «Сунамитянка на пути к Елисею». 1547—1580. Гравюра. Роттердам, Музей Бойманса ван Бойнингена.

Картина имеет близкое сходство с четвертой и пятой гравюрами из серии из шести гравюр, выполненных южно-голландским гравёром Хансом Коллаэртом по рисунку Мартена де Воса, сюжет которых — Елисей и сунамитянка. Только здесь ослика ведет не мальчик, а взрослый мужчина, как сказано в Вульгате, которой в то время следовали католики. Плачущая женщина, возможно, является отсылкой к третьему отрывку, в котором женщина оплакивает смерть своего ребенка. Единственный необъяснимый элемент картины — колчан стрел на поясе мальчика.

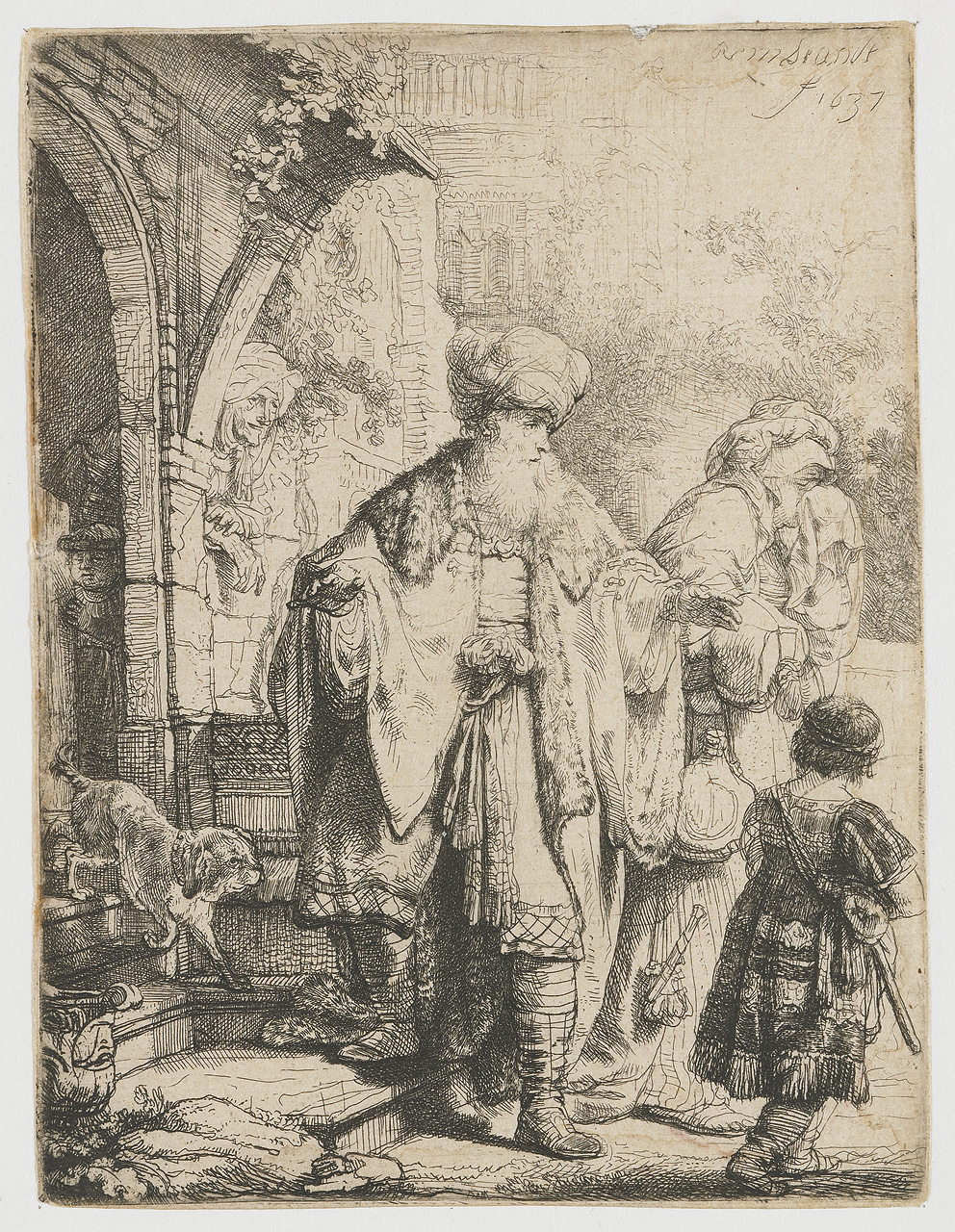
Рембрандт. «Авраам отвергает Агарь и Измаила». 1637. Гравюра. Амстердам, Рейксмузеум.

Исследовательский проект «Рембрандт» (RRP) принял интерпретацию Тюмпеля. Он объясняет изменение названия, которое, должно быть, произошло уже в XVII веке, тем, что этот сюжет редко встречается или отсутствует в окружении Рембрандта. Кроме того, работа имеет большое сходство с офортом Рембрандта «Авраам отвергает Агарь и Измаила» 1637 года.
Работа написана на деревянной панели. Рентгеновские снимки показали, что сверху была добавлена доска шириной 3,5 сантиметра. По мнению членов RRP, это было сделано, вероятно, где-то после 1749 года. В аукционном каталоге того года указана другая высота. Затем фон был в значительной степени перекрашен. Вероятно, тогда же была добавлена круглая арка. Она довольно неаккуратно выполнена в оттенке чёрного, который также присутствует на доске, установленной позже. Первоначально она имела большее сходство с картиной Рембрандта «Посещение» (1640) в Детройтском институте искусств.

## Атрибуция и датировка
Картина подписана в левом нижнем углу и датирована «Rembrandt f / 1640» и долгое время приписывалась Рембрандту. Однако подпись не отличается спонтанностью и не может считаться подлинной. Художника следует искать в ближайшем окружении Рембрандта. Он должен был знать «Посещение», а также гравюру Рембрандта «Авраам отвергает Агарь и Измаила». С этой гравюры он скопировал несколько деталей: одежду Измаила, жестикулирующие руки Авраама и Агарь, вытирающую слезы. Фердинанд Бол — наиболее вероятный кандидат. Его картина «Изгнание Агари», хранящаяся в Эрмитаже в Санкт-Петербурге, имеет схожий сюжет. Освещение, при котором одни лица полуосвещены, а другие полностью тёмные, напоминает офорт Бола «Familie in vertrek». Работа также имеет стилистическое сходство с работами Бола начала 1640-х годов. По мнению членов RRP, датировка 1640 года является наиболее правдоподобной.

## Провенанс
Работа, вероятно, идентична «Аврааму и Агари, работы ученика Рембрандта», упомянутой в описи имущества Николаеса ван Бамбека (1639—1671) в Амстердаме в 1671 году. В 1640 году его родители, Николаес ван Бамбек (1596—1661) и Агата Бас (1611—1658), заказали у Рембрандта двойной портрет. Этот заказ, вероятно, сопровождался историческим произведением, возможно, «Отъезд сунамитянки».

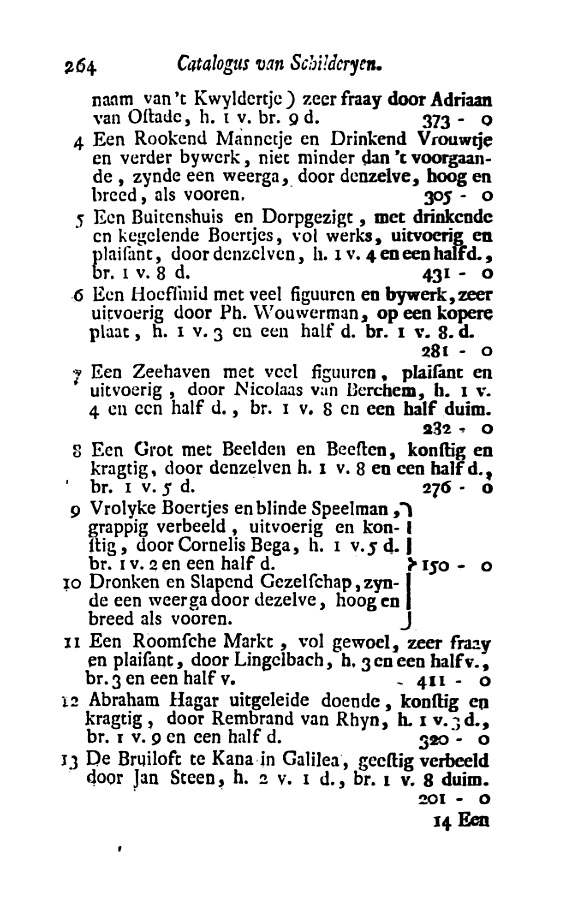
Упоминается на аукционе Виллема Фабрициуса 19 августа 1749 года (№ 12).

Картина также может фигурировать в описи имущества Адриана Бута в Гааге в 1734 году (как «Авраам и Агарь кисти Рембрандта»). 15 апреля 1739 года она, возможно, была выставлена на торги в неизвестном аукционном доме в Амстердаме (как «Изображение Агари и Имаэля, extra konſtig, работы Рембранда ван Рейна»; стоимостью 42 гульдена). 19 августа 1749 года она, вероятно, была выставлена на аукционе Виллема Фабрициуса в неизвестном аукционном доме в Харлеме (как «Abraham Hagar uitgeleide doende, konſtig and kragtig, by Rembrand van Rhyn, h. 1 v. 3 d., br. 1 v. 9 and a half d. [= 36,4 × 53,3 см]»; стоимость 320 гульденов; покупатель — некий ван Дейк). Возможно, она была частью проданной коллекции Джона Блэквуда в 1751 году (покупатель — некий Эллис) и коллекции Стивена (?) Ронгента в 1758 году (покупатель — некий Бранденбург).
В 1761 году картина описана в книге «Лондон и его окрестности» как находящаяся во владении Бурчиера Клива (1715—1760) (как «Авраам и Агарь»). Последний владелец оставил его своей дочери, Элизабет Бурчиер Клив, которая вышла замуж за сэра Джорджа Йонге (1731—1812) в 1765 году. 23 марта 1806 года картина была продана на торгах в аукционном доме Уайта в Лондоне за 43 фунта и 1 шиллинг Джону Парку. 9 мая 1812 года она была выставлена на торги Парка в аукционном доме Coxe’s в Лондоне за 190 фунтов стерлингов (как «Авраам, отдающий Агарь»). В 1818 году она была выставлена на аукционе коллекции Сэмюэля (?) Вудберна, но затем была задержана.
16 июня 1821 года картина была продана на анонимном аукционе Christie's в Лондоне за 110 фунтов и 5 шиллингов (как «Авраам, отсылающий Агарь, сидящую на осле, которого ведёт Измаил»), возможно, некоему Нортону. В 1838 году она принадлежала Ж. Креспиньи, а затем П. К. Креспиньи. 23 апреля 1869 года она была продана на аукционе последнего за 31 фунт и 10 шиллингов неизвестному покупателю. В ноябре 1881 года она была внесена в опись Константина Ионидеса (1833—1900) как «Авраам, отсылающий Агарь и Исмаила», оценочная стоимость — 1000 фунтов стерлингов. После своей смерти Ионидес завещал работу Музею Виктории и Альберта.